# دين سيئ

الدَّيْن المعدوم هو مبلغ مستحق للدائن الذي من غير المرجح أن يدفع له، أو الذي لا يكون الدائن مستعدا لاتخاذ إجراء لجمعه لأسباب مختلفة، على سبيل المثال بسبب شركة تقوم بتصفية الديون أو تتعرض للإفلاس. هناك تعريفات تقنية مختلفة لما يشكل دينا معدومًا، رهنا باتفاقيات المحاسبة، والمعالجة التنظيمية، ومخصصات المؤسسة. في الولايات المتحدة الأمريكية، تصبح القروض المصرفية التي تتجاوز متأخراتها تسعين يوما «ديون ذات مشكلة» . تنصح مصادر المحاسبة بأن يتم الحذف الكامل لمبلغ الدين المعدوم إلى حساب الأرباح والخسائر أو مخصص للديون المعدومة حالما يتوقع.

## ديون مشكوك في تحصيلها
الديون المشكوك في تحصيلها هي تلك الديون التي لا يرجح أن تكون الأعمال التجارية أو الأفراد قادرة على تحصيلها. قد تتضمن أسباب عدم الدفع المحتملة نزاعات حول العرض أو التسليم أو حالة السلعة أو ظهور ضغوط مالية ضمن عمليات العميل. في حالة حدوث مثل هذا النزاع، من الحكمة إضافة هذا الدين أو جزء منه إلى احتياطي الديون المشكوك في تحصيلها. يتم ذلك لتجنب الإفراط في ذكر أصول المنشأة التجارية حيث يتم الإبلاغ عن المدينين التجاريين بصافي الديون المشكوك في تحصيلها. عندما لا يكون هناك شك في أن الدين غير قابل للتحصيل، يصبح الدين سيئا. من الأمثلة على عدم إمكانية تحصيل الديون ما يلي : - ما أن تتم المدفوعات النهائية من تصفية شركة ذات مسؤولية محدودة للعميل، ولا يمكن اتخاذ أي إجراء آخر.

## احتياطي الديون المشكوك في تحصيلها
يعرف أيضا باسم احتياطي الديون السيئة، وهو حساب تابع ضمن قائمة الأصول الحالية في الميزانية العمومية. يحتفظ احتياطي الديون المشكوك في تحصيلها بمبالغ مالية تسمح بتخفيض في الحسابات المستحقة القبض بسبب عدم تحصيل الديون.يمكن أيضا أن يشار إلى ذلك على أنه مخصص للديون السيئة. بمجرد أن يصبح الدين المشكوك في تحصيله غير قابل للتحصيل، سيتم حذف المبلغ.

## المحاسبة في بلدان مختلفة

### الولايات المتحدة
مخصص الديون السيئة هو مبالغ متوقع عدم تحصيلها، ولكن مع إمكانية تحصيلها عندما تكون هناك إمكانية أخرى للتحصيل، فإنها تعتبر حسابات غير قابلة للتحصيل .( على سبيل المثال، إذا كان إجمالي المبالغ المستحقة القبض 000 100 دولار من دولارات الولايات المتحدة، والمبلغ المتوقع أن يظل غير محصل هو 000 5 دولار، فإن صافي بند الأصول المتداولة في الميزانية العمومية سيكون كما يلي:
إجمالي الحسابات المستحقة الدفع:
100.000 $
ناقصا: مخصص الديون المعدومة:
5.000 $
صافي المبالغ المستحقة القبض:
 95.000$
في مجال المحاسبة المالية والتمويل المالي، يمثل الدين اسيئ جزءا من المستحقات التي لم يعد من الممكن تحصيلها، وعادة من الحسابات المستحقة القبض أو القروض. يعتبر الدين اسيئ في المحاسبة هو المصروفات..
هناك طريقتان لحساب الديون المعدومة:
1. طريقة الحذف المباشر غير مبادئ المحاسبة المقبولة عموما ( الديون التي تعتبر قابلة للتحصيل يتم تحميلها مباشرة على بيان الدخل).
2. طريقة المخصصات (جي أ أ بي) - يتم إجراء تقدير في نهاية كل سنة مالية لمبلغ الديون السيئة. ثم يتم تجميعها في مخصص يستخدم بعد ذلك لتقليل حسابات مستحقة محددة عند الضرورة.

بسبب مبدأ مطابقة المحاسبة، يجب تسجيل الإيرادات والمصروفات في الفترة التي يتم تكبدها فيها. عندما يتم البيع على حساب، يتم تسجيل الإيرادات جنبا إلى جنب مع حساب القبض. نظرا لوجود مخاطر متأصلة في احتمال تخلف العملاء عن الدفع، يجب تسجيل الديون بصافي القيمة الممكن تحقيقها. يخصص جزء من الحساب المدين الذي يقدر أنه غير قابل للتحصيل في حساب مقابل الأصول يسمى بدل الحسابات المشكوك في تحصيلها. في نهاية كل دورة محاسبية، يتم تعديل القيود لشطب الديون الغير قابلة للتحصيل كمصروف. يتم حذف المبلغ الفعلي للدين الغير قابل للتحصيل كمصروف من مخصصات الحسابات المشكوك في تحصيلها.

### الخضوع للضرائب
تعتبر بعض أنواع الديون السيئة، سواء كانت تجارية أو غير تجارية، قابلة للخصم الضريبي. تنص المادة 166 من قانون الإيرادات الداخلية على الشروط التي يتعين خصم ديونها المعدومة.

### معايير الخصم
لكي يعتبر الدين قابلا للخصم، يجب أن يكون:
1. الدين غير زائف.
2. لا قيمة له في السنة الخاضعة للضريبة.

يعرف الدين بأنه دين ينشأ من علاقة بين المدين والدائن استنادا إلى التزام ساري وقابل للإنفاذ بدفع مبلغ يمكن تحديده من المال.يجب أيضا اعتبار الدين المعني بلا قيمة. ينقسم هذا التمييز إلى مستوى المقتنيات. يجب على المرء أن يحدد ما إذا كانت الديون المؤهلة لا قيمة لها كليا أو جزئيا. يعني الوضع الذي لا قيمة له جزئيا أنه يمكن استرداد جزء من الدين في فترات مقبلة. تؤخذ عوامل عديدة في الاعتبار، بما في ذلك حالة إفلاس المدين، وظروفه الصحية، ومكانته الائتمانية وما إلى ذلك.

### القسم 166
القسم 166 يحد من مبلغ الخصم. يجب أن يكون هناك مبلغ من رأس المال الضريبي، أو أساس، في الدين الذي سيتم استرداده. بعبارة أخرى، هل هناك أساس لمعدل تحديد ربح أو خسارة الدين المعلوم.
ثمة عامل إضافي في تطبيق المعايير هو تصنيف الدين (غير تجاري أو تجاري). يعرف الدين التجاري السيئ بأنه دين نشأ أو اكتسب فيما يتعلق بتجارة أو نشاط دافعي الضرائب. حيث أنه يتم تعريف الدين غير التجاري بأنه دين لم يتم إنشاؤه أو اكتسابه فيما يتعلق بتجارة أو نشاط دافعي الضرائب. التصنيف هام جدا من حيث الاستقطاع. يجب أن يكون الدين السيئ الغير تجاري عديم الفائدة تماما لكي يتم خصمه. مع ذلك، فإن الديون السيئة التجارية هي قابلة للخصم سواء كان جزئيا أو كليا لا قيمة لها.

### الرهن العقاري للديون المعدومة
الرهون العقارية التي قد لا يتم تحصيلها يمكن حذفها كديون سيئة أيضا.مع ذلك، فإنها تقع تحت مجموعة مختلفة قليلا من القواعد. كما ذكر أعلاه، لا يمكن شطبها إلا من رأس المال الضريبي أو الدخل، ولكنها تقتصر على خصم قدره 3.000 دولار في السنة. أي خسارة أعلاه يمكن نقلها إلى السنوات التالية بنفس المبلغ. بالتالي فإن الديون السيئة رهون 60,000 $ سوف تستغرق 20 عاما لشطبها. معظم المديونين بمبالغ صغيرة (2، 3، الخ) تقع في هذا عندما الرهن العقاري الأول فوركلوسس مع عدم وجود الأسهم المتبقية للدفع على امتيازات المبتدئين.
هناك خيار واحد متاح للرهون العقارية غير متوفر للديون الأعمال - التبرع. الفرق هو أنه يمكن إجراء تقييم قدره 000 10 دولار دون تقييم. قد يكون التقييم قادرا على زيادة القيمة إلى قيمة أكبر ويجب أن يستند إلى الرهون العقارية المماثلة التي تباع في الواقع، ولكن عموما أقل من القيمة الاسمية. الفرق الحقيقي هو أنه كمتبرع يقتصر مبلغ الخصم إلى ما يصل إلى 50٪ من إجمالي الدخل المعدل سنويا مع عمليات التحصيل التي اتخذت على مدى السنوات الخمس المقبلة.
ذلك لأن الاستقطاع يصنف الآن كتبرع بدلا من شطب الديون المعدومة ويستخدم الجدول (أ) بدلا من الجدول (دي).
هذا يمكن أن يزيد بشكل كبير من التخفيضات الضريبية في العام الحالي مقارنة مع الحذف البسيط. التحذير هو أنه يجب أن تكتمل قبل تاريخ الرهن النهائي وقبل الخسارة. عملية بسيطة، ولكن العثور على جمعية خيرية للتعاون أمر صعب لأنه لن يكون هناك قيمة نقدية في أقرب وقت للرهن العقاري الأول.

### مشكلة القرض
في الولایات المتحدة الأمریکیة، تصبح القروض المصرفیة التي تتجاوز متأخراتھا تسعون یوما «قروض ذات مشکلة».